# Vladimir Bigorra
Vladimir David Bigorra López (Chile, 9 de agosto de 1954) es un exfutbolista chileno y actual entrenador de fútbol. Jugaba de defensa lateral izquierdo, destacó en la Selección Chilena y en su paso por Universidad de Chile. Además es el tercer futbolista que más partidos disputó en primera división (575), solo detrás de Adolfo Nef y Luis Fuentes.

## Trayectoria
Jugó sólo en dos clubes de Chile,  Universidad de Chile y Cobresal.
En la "U" estuvo durante 9 años, donde disputó 3 Libertadores (1972, 1977 y 1981).
Después de su activa carrera, Bigorra se convirtió en entrenador, donde resalta la Sub-17. Dirigió a Deportes Puerto Montt el 2000. También fue ayudante técnico de Héctor Pinto en la Unión Española durante 2007. Antes de esto sonó como entrenador en equipos como Coquimbo Unido y la misma Universidad de Chile, donde se desempeñó como ayudante técnico de Héctor Pinto.
Estuvo a cargo de las divisiones inferiores de la Universidad de Chile, pero fue despedido a fines del 2009.
Actualmente se encuentra trabajando en el personal de técnicos del fútbol joven de la Unión Española. 
El 5 de abril de 2016, un comunicado oficial de Unión Española anunció que Vladimir Bigorra, hasta ahora jefe de las divisiones menores del cuadro de colonia, será el reemplazante de Fernando Vergara como actual entrenador de manera interina.

## Selección nacional
En total jugó 38 encuentros por la Selección de fútbol de Chile. Su debut con "La Roja" fue el 26 de abril de 1974 en un amistoso contra Haití. Disputó los 4 partidos de las Eliminatorias sudamericanas para España 1982 y también los 3 del Mundial.
El último encuentro que jugó por la selección fue el 9 de diciembre de 1987, en un amistoso contra Brasil en Uberlândia.
Como entrenador también estuvo en la selección. Su gran logro como fue la Selección Chilena Sub-17, que en 1997 consigue la clasificación al Mundial de Egipto, la que hasta ahora es la última para Chile es esta categoría.

### Participaciones en Copas del Mundo (como jugador)
| Mundial                        | Sede   | Resultado    | PJ |
| ------------------------------ | ------ | ------------ | -- |
| Copa Mundial de Fútbol de 1982 | España | Primera fase | 3  |

#### Participaciones en clasificatorias a Copas del Mundo
| Eliminatorias             | País   | Resultado   | Posición   | PJ |
| ------------------------- | ------ | ----------- | ---------- | -- |
| Eliminatorias España 1982 | España | Clasificado | 1º Grupo 3 | 4  |

### Participaciones en Copas del Mundo (como entrenador)
| Mundial                    | Sede              | Resultado    |
| -------------------------- | ----------------- | ------------ |
| Copa del Mundo Sub-17 1997 | Bandera de Egipto | Primera fase |

## Clubes

### Como jugador
| Club                 | País  | Año       |
| -------------------- | ----- | --------- |
| Universidad de Chile | Chile | 1972-1983 |
| Cobresal             | Chile | 1984-1989 |

### Como entrenador
| Club                  | País  | Año  |
| --------------------- | ----- | ---- |
| Selección Sub-17      | Chile | 1997 |
| Selección Sub-20      | Chile | 1999 |
| Deportes Puerto Montt | Chile | 2001 |
| Unión Española        | Chile | 2016 |

## Estadísticas
Estadística correspondiente a su desempeño en Universidad de Chile.
| Club | División      | Temporada     | Liga(1) | Liga(1) | Liga(1) | Copas nacionales(2) | Copas nacionales(2) | Copas nacionales(2) | Torneos internacionales(3) | Torneos internacionales(3) | Torneos internacionales(3) | Total | Total | Total  | Media goleadora(4) |
| Club | División      | Temporada     | Part.   | Goles   | Asist.  | Part.               | Goles               | Asist.              | Part.                      | Goles                      | Asist.                     | Part. | Goles | Asist. | Media goleadora(4) |
| --- | ------------- | ------------- | ------- | ------- | ------- | ------------------- | ------------------- | ------------------- | -------------------------- | -------------------------- | -------------------------- | ----- | ----- | ------ | ------------------ |
| Universidad de Chile · Chile |               |               |         |         |         |                     |                     |                     |                            |                            |                            |       |       |        |                    |
| 1ª | 1972          | 24            | 0       | -       | -       | -                   | -                   | 5                   | 0                          | -                          | 29                         | 0     | -     | 0,0    |                    |
| 1ª | 1973          | 33            | 0       | -       | -       | -                   | -                   | -                   | -                          | -                          | 33                         | 0     | -     | 0,0    |                    |
| 1ª | 1974          | 30            | 0       | -       | 17      | 0                   | -                   | -                   | -                          | -                          | 47                         | 0     | -     | 0,0    |                    |
| 1ª | 1975          | 29            | 3       | -       | -       | -                   | -                   | -                   | -                          | -                          | 29                         | 3     | -     | 0,1    |                    |
| 1ª | 1976          | 34            | 2       | -       | -       | -                   | -                   | -                   | -                          | -                          | 34                         | 2     | -     | 0,06   |                    |
| 1ª | 1977          | 34            | 0       | -       | 6       | 1                   | -                   | 5                   | 0                          | -                          | 45                         | 1     | -     | 0,02   |                    |
| 1ª | 1978          | 34            | 0       | -       | -       | -                   | -                   | -                   | -                          | -                          | 34                         | 0     | -     | 0,0    |                    |
| 1ª | 1979          | 36            | 1       | -       | 14      | 0                   | -                   | -                   | -                          | -                          | 50                         | 1     | -     | 0,02   |                    |
| 1ª | 1980          | 41            | 1       | -       | 11      | 0                   | -                   | -                   | -                          | -                          | 52                         | 1     | -     | 0,02   |                    |
| 1ª | 1981          | 31            | 0       | -       | -       | -                   | -                   | 2                   | 0                          | -                          | 33                         | 0     | -     | 0,0    |                    |
| 1ª | 1982          | 25            | 1       | -       | -       | -                   | -                   | -                   | -                          | -                          | 25                         | 1     | -     | 0,04   |                    |
| 1ª | 1983          | 29            | 0       | -       | 18      | 1                   | -                   | -                   | -                          | -                          | 47                         | 1     | -     | 0,02   |                    |
| Total club | Total club    | 380           | 7       | -       | 66      | 2                   | -                   | 12                  | 0                          | -                          | 458                        | 9     | -     | 0,02   |                    |
| Total carrera | Total carrera | Total carrera | 380     | 7       | -       | 66                  | 2                   | -                   | 12                         | 0                          | -                          | 458   | 9     | -      | 0,02               |
| (1) Incluye datos de las instancias definitorias contempladas en las bases de cada competición. (2) Incluye datos de la Copa Chile (1974-1983). (3) Incluye datos de la Copa Libertadores de América (1972-1981). (4) No incluye datos de partidos amistosos. |               |               |         |         |         |                     |                     |                     |                            |                            |                            |       |       |        |                    |

## Palmarés

### Títulos nacionales
| Título     | Club                 | País  | Año  |
| ---------- | -------------------- | ----- | ---- |
| Copa Chile | Universidad de Chile | Chile | 1979 |
| Copa Chile | Cobresal             | Chile | 1987 |

### Títulos internacionales
| Título                                     | Club                 | País  | Año  |
| ------------------------------------------ | -------------------- | ----- | ---- |
| Copa Sudamericana de Clubes Universitarios | Universidad de Chile | Chile | 1976 |